# 人民史观
人民史观指的是一種從平民而非领导人的角度考虑历史的視角。以人民史观写成的歷史叫做人民史（英語：people's history, history from below）或民众史（日语：民衆史）。这种史观和传统的英雄史观相反。人民史观强调被褫奪公權者、被压迫者、穷人、不合群者等被边缘化群体的视角。人民史的作者一般是左翼人士，使用马克思主义分析历史，英国1960年代的历史作坊运动就是一例。
采用人民史观的著名著作有霍华德·津恩的《美国人民的历史》。

## 中共观点
中国共产党领导人毛泽东于1943年提出“群众有伟大的创造力。中国人民中间，实在有成千成万的‘诸葛亮’，每个乡村，每个市镇，都有那里的‘诸葛亮’。我们应该走到群众中间去，向群众学习，把他们的经验综合起来，成为更好的有条理的道理和办法”，1945年在中国共产党第七次全国代表大会上，毛泽东在《论联合政府》一文中提到：“人民，只有人民，才是创造世界历史的动力。”“只要我们依靠人民，坚决地相信人民群众的创造力是无穷无尽的，因而信任人民，和人民打成一片，那就任何困难也能克服，任何敌人也不能压倒我们，而只会被我们所压倒。”1959年12月，在阅读苏联《政治经济学(教科书)》时，毛泽东认为“无论如何，不能认为历史是计划工作人员创造的，而不是人民群众创造的。这本书看起来是书生的话，不像革命家的话”，批评该书把群众的斗争只看作做重要条件之一的说法。
1972年发表的《北京周报》以英文发表了题为“人民群众是历史的创造者”（The Masses Are the Makers of History）的文章，论述了“毛主席在领导革命的过程中教导...历史唯物主义观点，即人民群众是历史的创造者”。1984年，中国社会科学院黎澍在《历史研究》上发表文章《论历史的创造及其他》，1986年7月30日在《光明日报》上发表文章《再论历史的创造及其他》，促使中国学术界围绕“人民群众是历史的创造者”的观点展开讨论，“基本上重新论证并确立了”该史观。
中共文献认为，“人民群众是历史的创造者”是历史唯物主义的基本原理之一。人民群众指的是推动历史发展的人的总和，在阶级社会中，所有促进社会发展的阶级、阶层和社会集团都是人民群众。尽管在不同的国家、不同的历史时期，人民群众的构成成分不同，但主体一直是从事物质资料生产的劳动群众。“人民群众是历史的创造者”这一句话的含义是：在一切参与了历史发展的人当中，对历史起到决定性作用的是人民群众。